# Skeleton op de Olympische Winterspelen 2022 - Vrouwen
De skeletonwedstrijd voor vrouwen tijdens de Olympische Winterspelen 2022 vond plaats op 11 en 12 februari op de bobslee-, rodel- en skeletonbaan Yanqing Sliding Centre nabij Peking, China. Regerend olympisch kampioen was de Britse Elizabeth Yarnold.

## Wedstrijdschema
| Datum                | Lokale tijd | MET   | Afdaling     |
| -------------------- | ----------- | ----- | ------------ |
| vrijdag 11 februari  | 09:30       | 02:30 | 1e en 2e run |
| zaterdag 12 februari | 20:20       | 13:20 | 3e en 4e run |

## Uitslag
| #      | Olympiër              | Land                        | Run 1   | Run 2   | Run 3   | Run 4    | Totaal   |
| ------ | --------------------- | --------------------------- | ------- | ------- | ------- | -------- | -------- |
| Goud   | Hannah Neise          | Duitsland                   | 1:02,36 | 1:02,19 | 1:01,44 | 1:01,63  | 4:07,62  |
| Zilver | Jaclyn Narracott      | Australië                   | 1:02,05 | 1:02,29 | 1:01,79 | 1:02,11  | 4:08,24  |
| Brons  | Kimberley Bos         | Nederland                   | 1:02,51 | 1:02,22 | 1:01,86 | 1:01,87  | 4:08,46  |
| 4      | Tina Hermann          | Duitsland                   | 1:02,28 | 1:02,29 | 1:01,90 | 1:02,26  | 4:08,73  |
| 5      | Mirela Rahneva        | Canada                      | 1:02,03 | 1:03,14 | 1:01,72 | 1:02,26  | 4:09,15  |
| 6      | Katie Uhlaender       | Verenigde Staten            | 1:02,41 | 1:02,46 | 1:02,15 | 1:02,21  | 4:09,23  |
| 7      | Anna Fernstädt        | Tsjechië                    | 1:02,35 | 1:02,44 | 1:02,27 | 1:02,26  | 4:09,32  |
| 8      | Jacqueline Lölling    | Duitsland                   | 1:02,27 | 1:02,45 | 1:02,22 | 1:02,41  | 4:09,35  |
| 9      | Zhao Dan              | China                       | 1:02,26 | 1:02,40 | 1:02,53 | 1:02,33  | 4:09,52  |
| 10     | Janine Flock          | Oostenrijk                  | 1:02,64 | 1:02,72 | 1:02,23 | 1:02,45  | 4:10,04  |
| 11     | Joelia Kanakina       | Russische ploeg             | 1:02,56 | 1:02,95 | 1:02,24 | 1:02,34  | 4:10,09  |
| 12     | Valentina Margaglio   | Italië                      | 1:02,84 | 1:03,04 | 1:02,45 | 1:02,05  | 4:10,38  |
| 13     | Nicole Rocha Silveira | Brazilië                    | 1:02,58 | 1:02,95 | 1:02,55 | 1:02,40  | 4:10,48  |
| 14     | Li Yuxi               | China                       | 1:02,64 | 1:02,62 | 1:02,39 | 1:02,94  | 4:10,59  |
| 15     | Alina Tararytsjenkova | Russische ploeg             | 1:02,74 | 1:02,86 | 1:02,43 | 1:02,79  | 4:10,82  |
| 16     | Jelena Nikitina       | Russische ploeg             | 1:02,92 | 1:03,07 | 1:02,51 | 1:02,37  | 4:10,87  |
| 17     | Jane Channell         | Canada                      | 1:02,59 | 1:03,31 | 1:02,71 | 1:02,34  | 4:10,95  |
| 18     | Kim Meylemans         | België                      | 1:02,35 | 1:02,92 | 1:02,34 | 1:03,73  | 4:11,34  |
| 19     | Laura Deas            | Groot-Brittannië            | 1:02,99 | 1:03,15 | 1:02,71 | 1:02,70  | 4:11,55  |
| 20     | Endija Tērauda        | Letland                     | 1:02,98 | 1:03,15 | 1:02,65 | 1:02,79  | 4:11,57  |
| 21     | Kelly Curtis          | Verenigde Staten            | 1:02,94 | 1:03,05 | 1:03,24 | 10:10,00 | 10:10,00 |
| 22     | Brogan Crowley        | Groot-Brittannië            | 1:03,32 | 1:03,23 | 1:02,82 | 10:10,00 | 10:10,00 |
| 23     | Kim Eun-ji            | Zuid-Korea                  | 1:03,28 | 1:03,68 | 1:02,83 | 10:10,00 | 10:10,00 |
| 24     | Kellie Delka          | Puerto Rico                 | 1:04,83 | 1:04,47 | 1:04,55 | 10:10,00 | 10:10,00 |
| 25     | Katie Tannenbaum      | Amerikaanse Maagdeneilanden | 1:06,48 | 1:07,36 | 1:04,84 | 10:10,00 | 10:10,00 |